# Felicia Hemans
Felicia Dorothea Hemans, född Browne den 25 september 1793 i Liverpool, död 16 maj 1835 i Dublin, var en brittisk poet.
Hemans debuterade som 14-åring med Juvenile Poems och utgav senare flera andra diktsamlingar, bland annat Domestic Affections (1812), Welsh Melodies (1822), Songs of the Affections (1830), samt Hymns for Childhood (1834, i USA 1827). Hemans var starkt influerad av Samuel Taylor Coleridge och Walter Scott; hennes diktning är djupt romantisk och genomandas av innerlig känsla. Redan Walter Scott beklagade dock att hennes dikter innehöll "för mycket blommor" och "för litet frukt". Hennes samlade dikter utkom 1839 i sju band. Memoarerna Memorials of Mrs. Hemans utgavs 1836 av H. F. Chorley.